# Regering-Messmer III
De regering–Messmer III (Frans: Gouvernement Pierre Messmer III) was de regering van de Franse Republiek van 1 maart 1974 tot 27 mei 1974.
| Ambtsbekleder                         | Ambtsbekleder            | Ambtsbekleder                        | Functie(s)                               | Ambtstermijn | Ambtstermijn | Partij |
| ------------------------------------- | ------------------------ | ------------------------------------ | ---------------------------------------- | ------------ | ------------ | ------ |
|                                       | Pierre Messmer           | Pierre Messmer (1916–2007)           | Premier                                  | 6 juli 1972  | 27 mei 1974  | UDR    |
|                                       | Valéry Giscard d'Estaing | Valéry Giscard d'Estaing (1926–2020) | Minister van Staat                       | 1 maart 1974 | 27 mei 1974  | RI     |
| Minister van Financiën                | Valéry Giscard d'Estaing | Valéry Giscard d'Estaing (1926–2020) | 20 juni 1969                             |              | 27 mei 1974  | RI     |
| Minister van Economische Zaken        | Valéry Giscard d'Estaing | Valéry Giscard d'Estaing (1926–2020) | 20 juni 1969                             |              | 27 mei 1974  | RI     |
|                                       | Jean Taittinger          | Jean Taittinger (1923–2012)          | Minister van Staat                       | 1 maart 1974 | 27 mei 1974  | UDR    |
| Minister van Justitie                 | Jean Taittinger          | Jean Taittinger (1923–2012)          | 5 april 1973                             |              | 27 mei 1974  | UDR    |
| Zegelbewaarder                        | Jean Taittinger          | Jean Taittinger (1923–2012)          | 5 april 1973                             |              | 27 mei 1974  | UDR    |
|                                       | Olivier Guichard         | Olivier Guichard (1920–2004)         | Minister van Staat                       | 1 maart 1974 | 27 mei 1974  | UDR    |
| Minister van Transport                | Olivier Guichard         | Olivier Guichard (1920–2004)         |                                          | 1 maart 1974 | 27 mei 1974  | UDR    |
| Minister van Huisvesting              | Olivier Guichard         | Olivier Guichard (1920–2004)         | 6 juli 1972                              |              | 27 mei 1974  | UDR    |
| Minister van Ruimtelijke Ordening     | Olivier Guichard         | Olivier Guichard (1920–2004)         | 6 juli 1972                              |              | 27 mei 1974  | UDR    |
| Minister voor Toerisme                | Olivier Guichard         | Olivier Guichard (1920–2004)         | 5 april 1973                             |              | 27 mei 1974  | UDR    |
|                                       | Jacques Chirac           | Jacques Chirac (1932–2019)           | Minister van Binnenlandse Zaken          | 1 maart 1974 | 27 mei 1974  | UDR    |
|                                       | Raymond Barre            | Michael Jobert (1921–2002)           | Minister van Buitenlandse Zaken          | 5 april 1973 | 27 mei 1974  | DVG    |
|                                       |                          | Robert Galley (1921–2012)            | Minister van Defensie                    | 5 april 1973 | 27 mei 1974  | UDR    |
|                                       | Michel Poniatowski       | Michel Poniatowski (1922–2002)       | Minister van Volksgezondheid             | 5 april 1973 | 27 mei 1974  | RI     |
| Minister van Sociale Zaken            | Michel Poniatowski       | Michel Poniatowski (1922–2002)       |                                          | 5 april 1973 | 27 mei 1974  | RI     |
|                                       | Georges Gorse            | Georges Gorse (1915–2002)            | Minister van Arbeid en Werkgelegenheid   | 5 april 1973 | 27 mei 1974  | UDR    |
|                                       |                          | Joseph Fontanet (1921–1980)          | Minister van Onderwijs                   | 6 juli 1972  | 27 mei 1974  | CDP    |
|                                       | Raymond Marcellin        | Raymond Marcellin (1914–2004)        | Minister van Landbouw en Visserij        | 1 maart 1974 | 27 mei 1974  | RI     |
|                                       | Alain Peyrefitte         | Alain Peyrefitte (1925–1999)         | Minister van Milieu                      | 1 maart 1974 | 27 mei 1974  | UDR    |
| Minister van Cultuur                  | Alain Peyrefitte         | Alain Peyrefitte (1925–1999)         |                                          | 1 maart 1974 | 27 mei 1974  | UDR    |
|                                       | Yves Guéna               | Yves Guéna (1922–2016)               | Minister voor Industriële Zaken          | 1 maart 1974 | 27 mei 1974  | UDR    |
| Minister voor Midden- en Kleinbedrijf | Yves Guéna               | Yves Guéna (1922–2016)               |                                          | 1 maart 1974 | 27 mei 1974  | UDR    |
| Minister voor Beroepsopleiding        | Yves Guéna               | Yves Guéna (1922–2016)               |                                          | 1 maart 1974 | 27 mei 1974  | UDR    |
|                                       | Jean Royer               | Jean Royer (1920–2011)               | Minister voor Post                       | 1 maart 1974 | 27 mei 1974  | DVD    |
|                                       |                          | Jean-Philippe Lecat (1932–2011)      | Minister voor Informatie                 | 1 maart 1974 | 27 mei 1974  | UDR    |
|                                       |                          | Hubert Germain (1920–2021)           | Minister voor Parlementaire Betrekkingen | 1 maart 1974 | 27 mei 1974  | UDR    |